# Llengües pomo

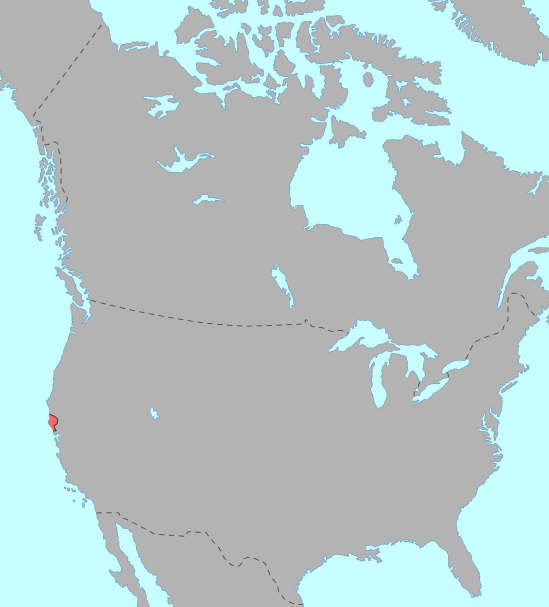
Zona on es parlava pomo

Les llengües pomo (també anomenades kulanapanes) constitueixen una família de llengües en perill de desaparició parlades al nord de Califòrnia, Estats Units, en la costa del Pacífic. Segons el cens de l'any 2000, hi havia 220 parlants d'aquestes llengües. D'ells, 45 tenien entre els 5 i els 17 anys.

## Distribució geogràfica
John Wesley Powell, que va ser el primer a definir l'extensió de la família, va assenyalar que els seus límits eren l'Oceà Pacífic a l'oest, el territori wintun a la vall del Sacramento a l'est, el cap del riu Russian al nord, i cap Bodega i l'actual Santa Rosa al sud (Powell 1891:87-88). Només el pomo del nord-est no era contigu amb les altres llengües pomo, i n'estava separat pels parlants wintun.

## Classificació

Distribució dels territoris tradicionals de les diferents llengües pomo.

### Classificació interna
La família pomo consta de 7 llengües:
A. Grup pomo de l'Oest
1. Pomo del nord (†)
I. Subgrup del Sud
2. Pomo central 4 parlants(1997)
3. Pomo del sud 1 (1994)
4. Kashaya (també anomenada Pomo del sud-oest i kashia) 45 (1994)
5. Pomo del nord-est (†)
6. Pomo de l'est (†)
7. Pomo del sud-est 5 (1994)
La seva relació entre si va ser reconeguda formalment per primera vegada per John Wesley Powell, qui va proposar el nom "Família Kulanapan" (Powell 1891). Igual que moltes de les obscures propostes en nomenclatura de Powell, en particular per a les llengües de Califòrnia, el terme "Kulanapan" va ser ignorat i s'adoptà en comptes el de pomo. El terme és usat per amerindis i blancs per al pomo del nord i que es va estendre arbitràriament per a incloure la resta de la família. Samuel Barrett (1908) fou el primer que va nomenar "pomo" a tots els set idiomes de forma sistemàtica. Per evitar complicacions Barrett va nomenar cadascun dels idiomes pomo d'acord amb la seva posició geogràfica ("pomo del nord", pomo del sud-est"). Aquesta convenció de nomenclatura va guanyar ràpidament una gran acceptació i encara està d'usa generalment, a excepció de la substitució de "kashaya" per "pomo del sud-oest" de Barrett. Lamentablement, però, les referències geogràfiques de Barrett sovint condueixen a qui no estan familiaritzats amb els llenguatges pomo a la idea errònia que són dialectes d'una mateixa llengua "pomo".
S'han proposat diversos subgrups genètics de la família, tot i que les línies generals s'han mantingut força constants. L'opinió de consens actual (cf. Mithun 1999) afavoreix l'arbre es presenta en Oswalt (1964), que es mostra a continuació. (les branques principals estan en negreta i dialectes de les llengües individuals estan en cursiva, els subgrups en versals):

L'opinió de consens actual de les relacions internes de la família pomo, basat en Oswalt (1964).

El Pomo del nord i el del nord-est són ara llengües mortes (el del nord ho fou l'any 1994). Les restants llengües encara són parlades per un grup poc nombrós de persones d'edat avançada, i el seu nombre disminueix ràpidament. Dins d'elles, la kashaya és la que té més parlants.

### Relació amb altres llengües
Les llengües pomo han estat sovint vinculades al grup de llengües hoka.

## Comparació lèxica
Els numerals en diferents llengües pomo són:
| GLOSSA | Pomo N.   | Pomo Central | Pomo E.     | Pomo SW. | Pomo S.  | Pomo SE.  | Pomo NE.     | PROTO- POMO |
| ------ | --------- | ------------ | ----------- | -------- | -------- | --------- | ------------ | ----------- |
| '1'    | tca       | tato         | kali        | ku       | tʼca     | dan       | tcaki        | *           |
| '2'    | ko        | ko           | xotc        | ko       | ako      | xos       | kon          | *ko-/ *xoʦ  |
| '3'    | subu      | sibo         | xomka       | sibo     | misibo   | xoxat     | kutcʼaka     | *           |
| '4'    | tak       | duo-ko       | dol         | mitca    | miʼtca   | dako      | kalkotom     | *           |
| '5'    | cal       | natsui       | lema        | tuco     | tuco     | talko     | tcʼa-ukon    | *           |
| '6'    | tsadi     | tsadi        | tsadi       | lanʼtca  | lantca   | xowaloxat | tcʼadeika    | *           |
| '7'    | koba      | koina        | kula-xotc   | lanʼko   | latko    | sebaita   | tcumalan     | *           |
| '8'    | koko-dol  | kodo-dol     | koka-dol    | komtca   | komtca   | panamusta | ceɬawi-tca   | *           |
| '9'    | kowal-com | namilka-com  | hadagal-com | tcatco   | tcatco   | xut-pacem | naʼkata      | *           |
| '10'   | kowal-tek | namilka-tek  | hadagal-tek | tca-coto | tca-cuto | pacem     | ceɬawi-tcaka | *           |